# Keppel (hoofddeksel)

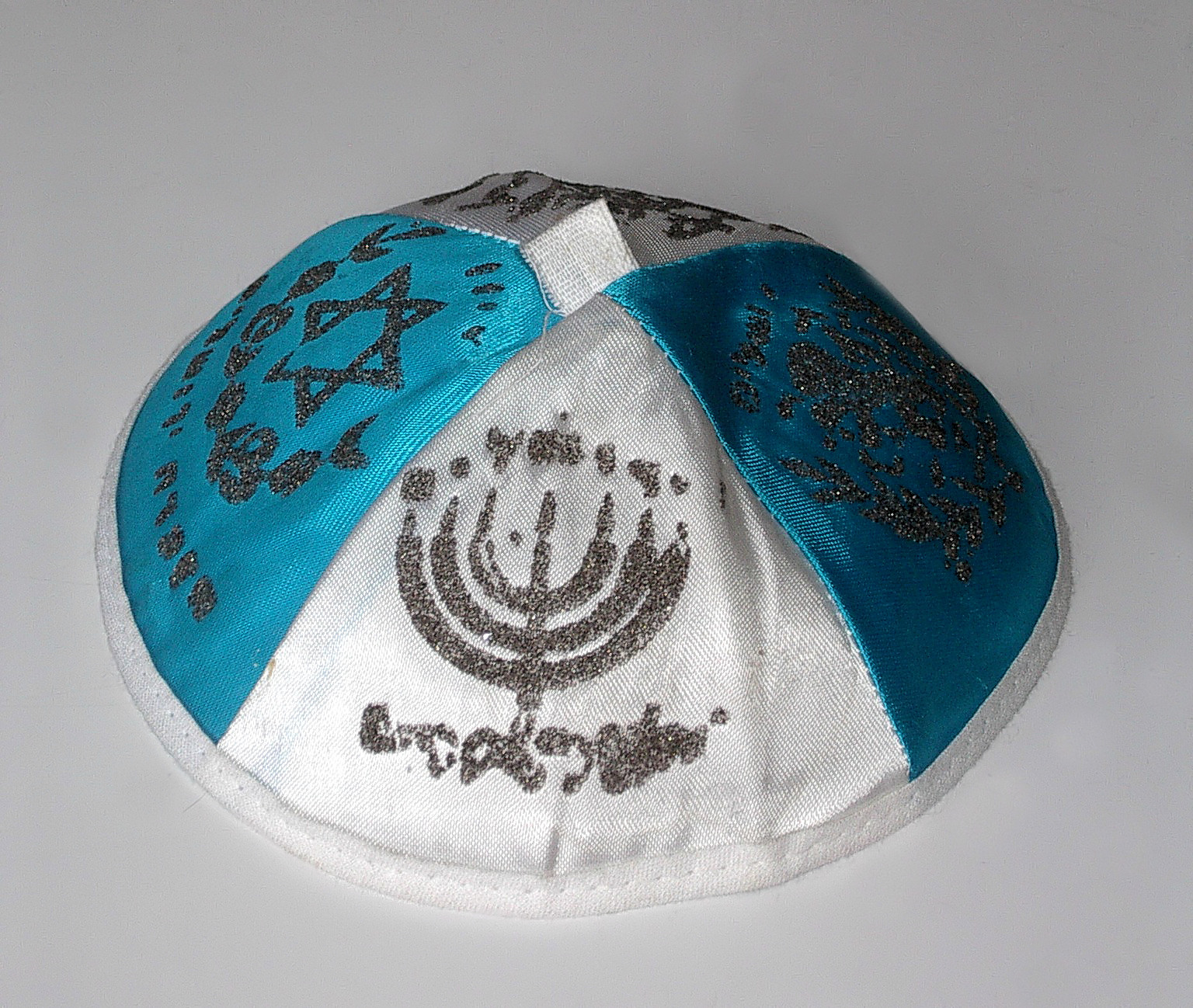
Keppel

Een keppel ook: kippa, Hebreeuws: כִּפָּה meerv. Kippot, Jiddisch: יאַרמלקע jarmoelke  of קאפל kappl is een hoofddeksel dat traditioneel gedragen wordt door joodse mannen.

## Het gebruik
Het jodendom schrijft aan mannen voor het hoofd te bedekken. Het dragen van de keppel is een teken van eerbied voor God. Religieuze mannen dragen een keppel wanneer zij bidden, en sommigen de gehele dag.  In synagoges die geaffilieerd zijn met het liberale jodendom of het masorti jodendom dragen ook veel vrouwen een keppel. Orthodoxe vrouwen dragen na het huwelijk een sjeitel (joodse pruik) of een speciaal joodse vorm van een hoofddoek, of een pet of hoedje; ongehuwde vrouwen bedekken hun haar niet.

## De geschreven bron
De redenen voor het dragen van de keppel staan in de Talmoed. In traktaat Sjabbat 156b staat: Bedek uw hoofd zodat de vrees van de hemel op u zal komen. In traktaat Kiddoesjin 31a staat dat rabbijn Choena, de zoon van rabbijn Josjoea, nooit meer dan 4 ellen (2 meter) met zijn hoofd onbedekt liep. Hij legde uit: "Omdat de aanwezigheid van het opperwezen (Sjechina) altijd boven mijn hoofd is." Slechts een minderheid van de rabbijnen is van mening dat het dragen van de keppel een gebod uit de Thora is. De meesten zien het als een traditioneel gebruik (minhag), dat de kracht van een wet heeft gekregen. De wet is gecodeerd in Sjoelchan Aroech, Orach Chayim 2:6.

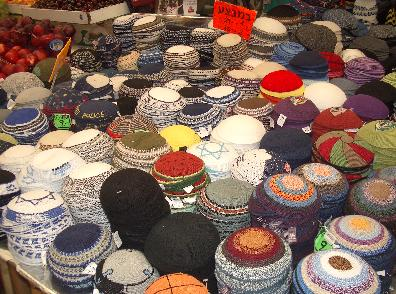
Keppels te koop in Jeruzalem

## Verschillen
Het type keppel geeft aan bij welke beweging de drager hoort. Gekleurde, gehaakte keppels zijn modern-orthodox of religieus-zionistisch; zwarte keppels zijn Charedisch. Charedische mannen dragen hier vaak een hoed bij. Onder hun hoed zit altijd een keppel.

## Menselijk motief
Redenen die genoemd worden voor het dragen van een keppel:
- Erkenning dat God "boven" ons is
- "Acceptatie" van de 613 mitswot (geboden)
- "Identificatie" met het Joodse volk[4]